# 一条実有
一条 実有（いちじょう さねあり）は、鎌倉時代前期の公卿。太政大臣・西園寺公経の子。一条を号す。官位は正二位・権大納言、左近衛大将。清水谷家の祖。西園寺実有とも。

## 経歴
以下、『公卿補任』と『尊卑分脈』の内容に従って記述する。
建保2年（1214年）3月28日、叙爵。建保3年（1215年）1月13日、侍従に任ぜられる。建保4年（1216年）1月5日、従五位上に昇叙。建保7年（1219年）1月22日、左少将に任ぜられ讃岐権介を兼ねる。承久2年（1220年）1月22日、上野権介を兼ねる。承久3年（1221年1月5日、正五位下に昇叙。同年閏10月29日、禁色を許される。11月29日、従四位下に昇叙。12月1日、皇后宮権亮を兼ねる。承久4年（1222年）1月12日、従四位上に昇叙。同月24日、左中将に転任。貞応元年（1222年）11月22日、正四位下に昇叙。貞応3年（1224年）8月4日、皇后宮権亮を止める。
嘉禄元年（1225年）1月5日、従三位に叙される。同月7日、左中将は元の如し。嘉禄2年（1226年）1月23日、周防権守を兼ねる。安貞元年（1227年）4月20日、正三位に昇叙。寛喜3年（1229年）4月26日、参議に任ぜられる。左中将は元の如し。同月29日、右衛門督を兼ね検非違使別当に補される。また同日に中宮権大夫を兼ねる。貞永元年（1232年）1月5日、従二位に昇叙。同月30日、権中納言に転任。同年2月7日、右衛門督、検非違使別当、中宮権大夫は元の如し。5月13日、検非違使別当を辞す。6月29日、右衛門督を辞す。9月7日、勅授。天福元年（1233年）4月1日、中宮権大夫を止める（中宮が女院（藻璧門院）となったため。）。嘉禎元年（1235年）6月17日、正二位に昇叙。暦仁元年（1238年）2月24日、権大納言に転任。仁治2年（1241年）11月10日、左近衛大将を兼ねる。同月11日、左馬寮御監の宣下あり。仁治3年（1242年）4月9日、権大納言と左大将を辞した。寛元4年（1246年）7月15日、母の喪に服す。文応元年（1260年）2月15日、出家。同年4月17日、薨去。

## 人物
『明月記』嘉禄3年2月8日条によると、嘉禄3年（1227年）2月に北条義時の娘（唐橋通時と再婚した一条実雅の元妻の妹）と結婚した。前年にその母が婿を募るため入京して、大炊御門家嗣、堀川具実など多数の公家の競望となり、鎌倉幕府執権北条泰時が実有を婿に決定している。

## 系譜
- 父：西園寺公経
- 母：権少僧都範雅の娘
- 妻：北条義時の娘
  - 長男：一条公持（1228-1268） - 正二位権大納言
  - 二男：一条公藤（1235-1281） - 正二位権大納言
  - 女子：近衛基平室
  - 女子：鷹司兼平室（1231-1249）
  - 女子：四辻実藤室
  - 男子：公什 - 天台座主第104世
  - 女子：滋野井公光室